# Карполь, Екатерина Александровна
Екатерина Александровна Карполь (до 2016 — Воронова; род. 15 января 1994, Екатеринбург) — российская волейболистка, либеро.

## Биография
Начала заниматься волейболом в СДЮСШОР «Уралочка». Игровую карьеру начала в Тюмени выступлениями за местную команду МКТ (в 2007—2009), а в 2009 была приглашена в Училище олимпийского резерва № 1 Екатеринбурга.
В 2010—2023 выступала за «Уралочку-НТМК», причём в 2011—2015 играла за молодёжную команду, проводя по нескольку матчей в сезоне и за основу. В сезоне 2014—2015 участвовала в 12 матчах за основную команду в суперлиге и стала бронзовым призёром чемпионата России. В 2016 с командой выиграла «серебро» российского первенства. С 2016 являлась основным либеро «Уралочки-НТМК».
В 2012 году в составе молодёжной сборной России участвовала в чемпионате Европы, а в 2013 — в чемпионате мира среди молодёжных команд.
В сентябре 2016 приняла участие в розыгрыше Кубка Бориса Ельцина, став серебряным призёром турнира, выступая за сборную клубов России, составленную на основе «Уралочки-НТМК».

## Достижения

### С клубами
- двукратный серебряный (2016, 2022) и 4-кратный бронзовый (2015, 2018, 2019, 2020) призёр чемпионатов России.
- трёхкратный победитель розыгрышей молодёжной лиги чемпионата России — 2012—2014;
  - серебряный призёр молодёжной лиги 2015.
- серебряный призёр розыгрыша Кубка вызова ЕКВ 2015.

### Со сборными России
- серебряный призёр Кубка Бориса Ельцина 2016 в составе сборной клубов России;
- участник чемпионата Европы 2012 и чемпионата мира 2013 в составе молодёжной сборной России.

## Семья
В 2016 году Екатерина Воронова вышла замуж за Михаила Карполя — тренера «Уралочки-НТМК», внука Николая Карполя. Родила дочь Майю. Позже пара развелась.